# Branko Keber
‎Branko Keber, slovenski častnik, polkovnik.
Polkovnik Branko Keber je trenutno inšpektor za obrambo-svetnik in opravlja delo v Inšpektoratu za obrambo Republike Slovenije.

## Vojaška kariera
- Inšpektorat Republike Slovenije za obrambo 1. 6. 2005
- poveljstvo sil Slovenske vojske (11. avgust 2004 - )
- poveljnik, 14. inženirski bataljon SV (1992 - 11. avgust 2004)
- načelnik Srednje vojaške šole v Inženirskem šolskem centru  v Karlovcu (1982-1986)
- končal inženirsko vojaško akademijo JLA

Končal usposabljanje v ZR Nemčiji v Bundeswheru

## Odlikovanja in priznanja
- srebrna medalja generala Maistra (14. maj 2001)
- srebrna medalja Slovenske vojske (27. oktober 1997)
- bronasta medalja Slovenske vojske (16. maj 1993)
- zlata medalja Slovenske vojske (31. maj 2004)